# Acireduktonska sintaza
Acireduktonska sintaza (EC 3.1.3.77, E1, E-1 enolaza-fosfataza) je enzim sa sistematskim imenom 5-(metiltio)-2,3-dioksopentil-fosfat fosfohidrolaza (izomerizacija). Ovaj enzim katalizuje sledeću hemijsku reakciju
5-(metiltio)-2,3-dioksopentil fosfat + 2O {\displaystyle \rightleftharpoons } 1,2-dihidroksi-5-(metiltio)pent-1-en-3-on + fosfat (sveukupna reakcija)
(1a) 5-(metiltio)-2,3-dioksopentil fosfat {\displaystyle \rightleftharpoons } 2-hidroksi-5-(metiltio)-3-oksopent-1-enil fosfat (verovatno spontana reakcija)
(1b) 2-hidroksi-5-(metiltio)-3-oksopent-1-enil fosfat + 2O {\displaystyle \rightleftharpoons } 1,2-dihidroksi-5-(metiltio)pent-1-en-3-on + fosfat
Ovaj bifunkcionalanni enzim prvo enolizuje supstrat i formira intermedijer 2-hidroksi-5-(metiltio)-3-oksopent-1-enil fosfat, koji se zatim defosforiliše do aciredukton 1,2-dihidroksi-5-(metiltio)pent-1-en-3-ona.

## Literatura
- Nicholas C. Price; Lewis Stevens (1999). Fundamentals of Enzymology: The Cell and Molecular Biology of Catalytic Proteins (Third изд.). USA: Oxford University Press. ISBN 019850229X.
- Eric J. Toone (2006). Advances in Enzymology and Related Areas of Molecular Biology, Protein Evolution (Volume 75 изд.). Wiley-Interscience. ISBN 0471205036.
- Branden C; Tooze J. Introduction to Protein Structure. New York, NY: Garland Publishing. ISBN 0-8153-2305-0.
- Irwin H. Segel. Enzyme Kinetics: Behavior and Analysis of Rapid Equilibrium and Steady-State Enzyme Systems (Book 44 изд.). Wiley Classics Library. ISBN 0471303097.
- William P. Jencks (1987). Catalysis in Chemistry and Enzymology. Dover Publications. ISBN 0486654605.

## Spoljašnje veze
- Acireductone+synthase на 